# Synallaxis moesta
Synallaxis moesta е вид птица от семейство Furnariidae. Видът е почти застрашен от изчезване.

## Разпространение
Видът е разпространен в Еквадор, Колумбия и Перу.